# 마르사비트현

마르사비트현

마르사비트현(Marsabit County)은 케냐를 구성하는 47개 현 가운데 하나로 현도는 마르사비트이며 면적은 66,923.1km2, 인구는 291,166명(2009년 기준)이다. 2013년에 실시된 행정 구역 개편에 따라 동부주에서 분리되어 신설되었다. 서쪽으로는 투르카나호, 남쪽으로는 삼부루현과 이시올로현, 동쪽으로는 와지르현과 접하며 북쪽으로는 에티오피아와 국경을 접한다.

## 인구
| 연도    | 인구    | ±%     |
| ------- | ------- | ------ |
| 1979    | 96,216  | —      |
| 1989    | 129,262 | +34.3% |
| 1999    | 174,957 | +35.4% |
| 2009    | 291,166 | +66.4% |
| 2019    | 459,785 | +57.9% |
| source: |         |        |